# Jahja Muhammad Jahja Abd al-Kadir
Jahja Muhammad Jahja Abd al-Kadir (arab. يحيى محمد يحيى عبدالقادر; ur. 1 września 2003) – egipski zapaśnik walczący w stylu klasycznym. Złoty medalista mistrzostw Afryki w 2025 i srebrny w 2023. Mistrz Afryki juniorów w 2023 roku.